# Nathalie Sarraute
Nathalie Sarraute, nata Natal'ja Il'inična Černjak (in russo Наталья Ильинична Черняк?; Ivanovo, 18 luglio 1900 – Parigi, 19 ottobre 1999), è stata una scrittrice francese di origine russa.

## Biografia
Nacque in una famiglia ebrea borghese e piuttosto agiata; i genitori divorziarono quando lei aveva solo due anni. La mamma la portò allora a Ginevra, e quindi a Parigi.
Dopo un'infanzia trascorsa fra Russia, Francia e Svizzera nonché soggiorni di studio in Inghilterra e Germania, intraprese la professione di avvocato iniziando quindi una carriera di giurista internazionale. Contemporaneamente scoprì la letteratura del XX* secolo (Marcel Proust, James Joyce e Virginia Woolf).
I suoi due primi libri, Tropismes (Tropismi, del 1939) e Portrait d'un inconnu (Ritratto d'ignoto, del 1948), passarono quasi inosservati ma, ristampati nel 1956-1957, suscitarono grande interesse, grazie anche ad una presentazione di Jean-Paul Sartre.
Nel saggio L'ère du soupçon (L'età del sospetto, del 1956), la Sarraute chiarì le fonti della sua ricerca narrativa (Fëdor Dostoevskij, Franz Kafka, Ivy Compton-Burnett), imperniata sull'esplorazione di moti psicologici al limite dell'inconscio (i cosiddetti tropismi e la famosa sotto-conversazione).
Nel 1964 per il suo romanzo Les Fruits d'or le fu conferito il Premio Formentor Internazionale creato nel 1960 da Carlos Barral, editore, poeta e romanziere spagnolo. Nel 1982 ricevette dal Ministero della Cultura francese il Grand Prix national des lettres.
Morì a Parigi nel 1999, quasi centenaria.
Tutti i suoi manoscritti sono attualmente depositati alla Bibliothèque Nationale de France e nell'anno stesso della sua morte le sue opere sono entrate nella Pléiade, la famosa collezione Gallimard in cui sono inseriti solo i più grandi scrittori.

## Vita privata
A 25 anni sposò un collega avvocato, Raymond Sarraute, assumendone quindi il cognome, e da lui ebbe tre figlie.

## Opere
- Tropismes, 1939 (con uno soppresso e sei nuovi, 1957 e 1971)
- Portrait d'un inconnu, 1948 (prefazione di Jean-Paul Sartre del 1947); trad. Oreste Del Buono, Ritratto d'ignoto, Milano: Feltrinelli, 1959
- Martereau, 1953, trad. Gioia Angiolillo Zannino, Torino: Einaudi, 1966
- L'Ère du soupçon, 1956 (contiene 4 saggi: De Dostoïevsky à Kafka, ottobre 1947, L'Ère du soupçon, febbraio 1950, Conversation et sous-conversation, gennaio-febbraio 1956 e Ce que voient les oiseaux, inedito), nuova ed. con prefazione dell'autore, 1964; trad. L'età del sospetto, «Quaderni del verri», Milano: Rusconi e Paolazzi, 1959
- Le Planétarium, 1959; trad. Oreste Del Buono, Il planetario, Milano: Feltrinelli, 1964
- Les Fruits d'or, 1963; trad. di Simmaco Amartoli, I frutti d'oro, Milano: Feltrinelli, 1964
- Le Silence, 1964 (poi in Théâtre, 1993); trad. Ugo Ronfani, Il silenzio Torino: ERI, 1971
- Le Mensonge, 1966 (poi in Théâtre, 1993)
- Entre la vie et la mort, 1968; trad. Lucia Corradini, Milano: SE, 1988 (con uno scritto di Mary McCarthy)
- Isma ou Ce qui s'appelle rien, 1970 (poi in Théâtre, 1993); trad. Ugo Ronfani, Isma ovvero Quel che si dice niente, Torino: Einaudi, 1975
- Vous les entendez ?, 1972
- C'est beau, 1975 (poi in Théâtre, 1993); trad. Ugo Ronfani, in Isma, cit.
- « Disent les imbéciles », 1976
- Elle est là, 1978 (poi in Théâtre, 1993)
- L'Usage de la parole, 1980; trad. Lucia Corradini Caspani, L'uso della parola, Milano: SE, 1990
- Pour un oui ou pour un non, 1982 (poi in Théâtre, 1993)
- Enfance, 1983; trad. Oreste de Buono, Infanzia, Milano: Feltrinelli, 1983, nuova ed. con postfazione di Ginevra Bompiani, Napoli: Cronopio, 2005
- Paul Valéry et l'Enfant d'éléphant suivi de Flaubert le précurseur, 1986 (ma rispettivamente 1947 e 1965); trad. di Lorenzo Fazio, Paul Valery e l'elefantino - Flaubert il precursore Torino: Einaudi, 1988
- Tu ne t'aimes pas, 1989; trad. Letizia Bolzani, Tu non ti ami, Torino: Einaudi, 1996
- Ici, 1995
- Ouvrez, 1997
- Lecture, 1998
- Oeuvres complètes, a cura di Jean-Yves Tadié, Pléiade, 1999

## Interviste
- Claire Francillon, Le roman aujourd'hui. Un entretien avec Nathalie Sarraute, «Gazette de Lausanne», 29 novembre 1958
- Yvon Belaval, Mimica Cranaki e Nathalie Sarraute, Conversation avec François Bondy, Paris: Gallimard, 1965
- Geneviève Serreau, Nathalie Sarraute et les secrets de la création, «La Quinzaine littéraire», 1-15 maggio 1968
- Jean-Louis de Rambures, Comment travaillent les écrivains, «Le Monde», 14 gennaio 1972, poi Paris: Flammarion, 1978
- Guy Le Clecêh, Drames microscopiques, «Les Nouvelles littéraires», 28 gennaio 1972
- Gretchen R. Besser, Colloque avec Nathalie Sarraute, 22 aprile 1976, e in «The French Review», L, 2, dicembre 1976
- Lucette Finas, Nathalie Sarraute: mon théâtre continue mes romans, «La Quinzaine littéraire», 16-31 dicembre 1978
- Lucette Finas, Comment j'ai écrit certains de mes livres, «Études littéraires», XII, 3, dicembre 1979
- Jean-Louis Ezine, Nathalie Sarraute, in Les Écrivains sur la sellette, Paris: Seuil, 1981
- Pierre Boncenne, Nathalie Sarraute, «Lire», giugno 1983
- Serge Fauchereau e Jean Ristat, Conversation avec Nathalie Sarraute, «Digraphe», 32, marzo 1984
- Marc Saporta, Portrait d'une inconnue. Conversation biographique, «L'Arc», 95, quarto trimestre 1984
- Alison Finch e David Kelley, Propos sur la technique du roman, «French Studies», luglio 1985
- Carmen Licari, Qu'est-ce qu'il y a? qu'est-ce qui s'est passé? Mais rien, «Francofonia», 9, autunno 1985
- Irène Sadowska-Guillon, À la recherche du temps présent, «Acteurs», 34, marzo 1986
- André Rollin, Nathalie Sarraute, in Ils écrivent où, quand, comment?, Paris: Mazarine, 1986
- Simone Benmussa, Nathalie Sarraute, qui êtes-vous?, Lyon: La Manufacture, 1987
- Arnaud Rykner, Entretien avec Nathalie Sarraute (raccolta nell'aprile 1990), in Nathalie Sarraute, Paris: Seuil, 1991 (collezione Les Contemporains)
- Danièle Sallenave, Nathalie Sarraute. À voix nue, «France Culture», 23-27 marzo 1992
- Michèle Pardina, Un entretien avec Nathalie Sarraute, «Le Monde», 26 febbraio 1993
- Isabelle Huppert, Rencontre avec Nathalie Sarraute, «Cahiers du cinéma», 477, marzo 1994
- Antoine de Gaudemar, Sarraute, nulle part ailleurs, «Libération», 7 settembre 1995
- Laurence Liban, Nathalie Sarraute, «Lire», 238, settembre 1995

## Critica
- Sheila M. Bell, Nathalie Sarraute: a bibliography, London: Grant & Cutler, 1982
- Sheila M. Bell, The conjurer's hat: Sarraute criticism since 1980, «Romance studies», 23, primavera 1994
- Yvon Belaval e Mimica Cranaki, Nathalie Sarraute, Paris: Gallimard, 1965 (collezione La Bibliothèque idéale)
- René Micha, Nathalie Sarraute, Paris: éd. Universitaires, 1966 (coll. Classiques du xxe siècle, n.81)
- Jean-Luc Jaccard, Nathalie Sarraute, Zürich: Juris 1967.
- Ruth Z. Temple, Nathalie Sarraute, Columbia U.P. 1968
- Christine B. Wunderli-Müller, Le Théâtre du masque et de la banalité dans l'œuvre de Nathalie Sarraute, Zürich: Juris 1970
- Micheline Tison-Braun, Nathalie Sarraute, ou la Recherche de l'authenticité, Paris: Gallimard, 1971
- Élisabeth Eliez-Ruegg, La Conscience d'autrui et la conscience des objets dans l'œuvre de Nathalie Sarraute, Berne: Herbert Lang, 1972
- Françoise Calin, La Vie retrouvée. Étude de l'œuvre romanesque de Nathalie Sarraute, Minard, Lettres modernes 1976 (coll. Situations  n.35)
- Anthony S. Newman, Une poésie des discours. Essai sur les romans de Nathalie Sarraute, Genève: Droz 1976
- Gretchen Rous Besser, Nathalie Sarraute, New York: Twayne 1979
- André Allemand, L'Œuvre romanesque de Nathalie Sarraute, Neuchâtel: La Baconnière, 1980
- Valérie Minogue, Nathalie Sarraute and the War of the Words, Edimbourg U.P. 1981
- Helen Watson-Williams, The Novels of Nathalie Sarraute: towards an Æsthetic, Amsterdam: Rodopi 1981
- Arnaud Rykner, Théâtres du Nouveau Roman (Sarraute, Pinget, Duras), Paris: José Corti 1988
- Sabine Raffy, Sarraute romancière. Espaces intimes. New York: Peter Lang 1988
- Alan J. Clayton, Nathalie Sarraute, ou le Tremblement de l'écriture, Paris: Minard 1989 (coll. Archives des lettres modernes, 238).
- Jean Pierrot, Nathalie Sarraute, Paris: José Corti 1990
- Arnaud Rykner, Nathalie Sarraute, Paris: Seuil 1991
- Françoise Asso, Nathalie Sarraute, une écriture de l'effraction, Paris: P.U.F. 1995
- Geneviève Henrot, L'Usage de la forme. Essai sur les Fruits d'Or de Nathalie Sarraute, Padova, Unipress, 2000.

## Numeri speciali di riviste
- «French Review», XL, spécial Issue, hiver 1967.
- «Magazine littéraire», n.196, juin 1983.
- Aujourd'hui Nathalie Sarraute, «Digraphe», n.32, mars 1984.
- «L'Arc», n°95, quatrième trimestre 1984.
- «Revue des sciences humaines», t. LXXXXIII, n.217, janvier-mars 1990.
- Livre catalogue d'exposition de la Bibliothèque nationale de France, Nathalie Sarraute, portrait d'un écrivain, a cura di Annie Angremy con la collaborazione di Noèlle Giret, 1995.
- Sabine Raffy (ed.), atti del Centre culturel international de Cerisy-la-Salle del 9-10 luglio 1989, «Annales de l'université de Besançon», n.580, Paris: les Belles Lettres 1995.